# Стариковский сельсовет (Курганская область)
Ста́риковский сельсовет — упразднённые административно-территориальная единица и муниципальное образование со статусом сельского поселения в составе Шумихинского района Курганской области в связи с преобразованием района в Шумихинский муниципальный округ.
Административный центр — село Стариково.

## История
В соответствии с Законом Курганской области от 6 июля 2004 года № 419 сельсовет наделён статусом сельского поселения.

## Население
| 1989 | 2002  | 2010 | 2012 | 2013 | 2014 | 2015 |
| ---- | ----- | ---- | ---- | ---- | ---- | ---- |
| 1345 | ↘1257 | ↘956 | ↘867 | ↘762 | ↘687 | ↘625 |
| 2016 | 2017  | 2018 | 2019 | 2020 |      |      |
| ↘607 | ↘591  | ↘563 | ↘552 | ↘510 |      |      |

## Состав сельского поселения
| № | Населённый пункт   | Тип населённого пункта       | Население |
| - | ------------------ | ---------------------------- | --------- |
| 1 | Большая Николаевка | деревня                      | ↘99       |
| 2 | Кардаполова        | деревня                      | ↘133      |
| 3 | Родники            | деревня                      | ↘78       |
| 4 | Стариково          | село, административный центр | ↘646      |